# クインフー県
クインフー県（クインフーけん、ベトナム語：Huyện Quỳnh Phụ / 縣瓊附? ）は、ベトナムタイビン省の県である。面積は209.6km²、人口は245,188人（2009年）である。

## 行政区画
2市鎮36社を管轄する。